# Mặt trận Liên Việt
Mặt trận Liên Việt là một liên minh chính trị tại Việt Nam từ năm 1951 đến 1955, được thành lập trên cơ sở hợp nhất hai tổ chức Mặt trận Việt Nam Độc lập Đồng minh (gọi tắt là Việt Minh) và Hội Liên hiệp Quốc dân Việt Nam (gọi tắt là Hội Liên Việt). Tổ chức này được Đảng Cộng sản Việt Nam coi là một hình thức mặt trận dân tộc thống nhất ở Việt Nam. Mặt trận Liên - Việt, tiếp nối Mặt trận Việt Minh, là cơ sở quần chúng để bảo vệ Đảng Lao động Việt Nam và Nhà nước Việt Nam Dân chủ Cộng hòa trong cuộc kháng chiến chống Pháp. Mặt trận Liên - Việt vẫn được nhiều người quen gọi là Việt Minh.

## Lịch sử
Năm 1951, Chiến tranh Đông Dương đi vào giai đoạn quyết liệt. Nhằm tập hợp mọi nguồn lực hỗ trợ cho cuộc Kháng chiến chống Pháp, Trung ương Đảng Lao động Việt Nam nêu khẩu hiệu "Tất cả cho tiền tuyến", động viên toàn dân tập trung sức người sức của đẩy mạnh kháng chiến. Bên cạnh đó, các nhà lãnh đạo Đảng Lao động cũng chủ trương các tổ chức chính trị ngoại vi vào một tổ chức thống nhất để đoàn kết toàn dân. Với sự ủng hộ tích cực của các Đảng Xã hội Việt Nam, Đảng Dân chủ Việt Nam, các tổ chức chính trị thành viên, các nhân sĩ trí thức trong Mặt trận Việt Minh và Hội Liên Việt, hai tổ chức này đã hợp nhất thành một tổ chức chính trị chung, lấy tên gọi là Mặt trận Liên Việt.
Đại hội thống nhất Việt Minh và Liên Việt tổ chức từ 3 đến 7/3/1951 tại xã Vinh Quang, huyện Chiêm Hóa, tỉnh Tuyên Quang. Đại hội thống nhất suy tôn Nguyên soái Iosif Vissarionovich Stalin, chủ tịch Mao Trạch Đông vào chủ tịch đoàn danh dự cùng Ủy ban bảo vệ hòa bình thế giới, hai Mặt trận dân tộc thống nhất hai nước Miên, Lào và bộ đội Việt, Miên, Lào. Hồ Chủ tịch đứng đầu danh sách Đoàn chủ tịch. Tham dự có các vị trong Ban Chấp hành Liên Việt, đoàn địa biểu Tổng bộ Việt Minh, các chính đảng: Đảng Dân chủ, Đảng Xã hội, Đồng minh hội (Việt Nam Cách mệnh Đồng minh Hội), đoàn đại biểu Đảng Lao động Việt Nam mới thành lập, đại biểu Công giáo, Phật giáo, Công đoàn, Nông dân, Thanh niên,...Đại hội tưởng niệm các ông Hoàng Văn Thụ, Huỳnh Thúc Kháng, Nguyễn Văn Tố. Theo tuyên ngôn của Đại hội, Việt Minh tự nguyện hòa mình trong Liên Việt. Việt Nam Cách mệnh Đồng minh hội tự xét không cần đứng riêng, tuyên bố hòa mình vào Liên Việt, Đảng Lao động Việt Nam đã thành lập và tham gia Mặt trận Liên Việt,... Đại hội cử Hồ Chủ tịch làm Chủ tịch danh dự Mặt trận và cử cụ Tôn Đức Thắng làm Chủ tịch mặt trận..

## Đánh giá

### Chính diện
Theo Nguyễn Túc, uỷ viên Đoàn Chủ tịch Ủy ban Trung ương Mặt trận Tổ quốc Việt Nam, thì:
| “ | Mặt trận Liên Việt đã góp phần quan trọng vào việc động viên toàn dân, toàn quân xây dựng và bảo vệ chính quyền và là một trong những trụ cột của Nhà nước dân chủ nhân dân, là sức mạnh vô biên của cuộc kháng chiến, kiến quốc, là cơ sở quần chúng rộng rãi làm thành một "áo giáp" bền vững của Đảng để đánh thắng bọn xâm lược và tay sai của chúng, đã làm nên chiến thắng Điện Biên Phủ, buộc thực dân Pháp và bè lũ tay sai ký kết Hiệp định Genève 1954 công nhận chủ quyền, độc lập, thống nhất và toàn vẹn lãnh thổ của Việt Nam, giải phóng một nửa đất nước, đưa miền Bắc tiến lên chủ nghĩa xã hội, làm hậu phương vững chắc cho tiền tuyến lớn miền Nam chống đế quốc Mỹ xâm lược. | ” |

## Văn hiến tham khảo
1. ↑  Nguyễn Túc. Theo dòng lịch sử: Mặt trận liên Việt 3-3-1951 Lưu trữ ngày 17 tháng 8 năm 2013 tại Wayback Machine. Ngày 11 tháng 9 năm 2009 [Ngày 8 tháng 9 năm 2013].
2. ↑  Mặt trận Dân tộc thống nhất Việt Nam - 80 năm một chặng đường vẻ vang (tiếp theo kỳ trước) Lưu trữ ngày 23 tháng 9 năm 2015 tại Wayback Machine. Ngày 11 tháng 11 năm 2010 [Ngày 8 tháng 9 năm 2013].
3. ↑  Mai Trang. Mặt trận Việt Minh - một mốc son trong lịch sử Cách mạng Tháng Tám Lưu trữ ngày 10 tháng 9 năm 2013 tại Wayback Machine. Ngày 19 tháng 8 năm 2013 [Ngày 8 tháng 9 năm 2013].
4. ↑  Thương Huyền (ngày 19 tháng 5 năm 2021). "Mặt trận Việt Minh - biểu tượng của khối đại đoàn kết toàn dân tộc". Báo Điện tử Đảng Cộng sản Việt Nam. Bản gốc lưu trữ ngày 9 tháng 8 năm 2024. Truy cập ngày 3 tháng 9 năm 2021.
5. ↑  "Hội thảo khoa học "Mặt trận Liên Việt với cách mạng Việt Nam - bài học về phát huy sức mạnh đại đoàn kết toàn dân tộc trong giai đoạn hiện nay"". Mặt trận Tổ quốc Việt Nam tỉnh Tuyên Quang. 2021.
6. ↑  Báo Cứu Quốc ngày 30 Tháng Ba 1951
7. ↑  Nguyễn Túc. Mặt trận Liên Việt trong cách mạng Việt Nam. Ngày 3 tháng 3 năm 2011 [Ngày 8 tháng 9 năm 2013].